# مربكة

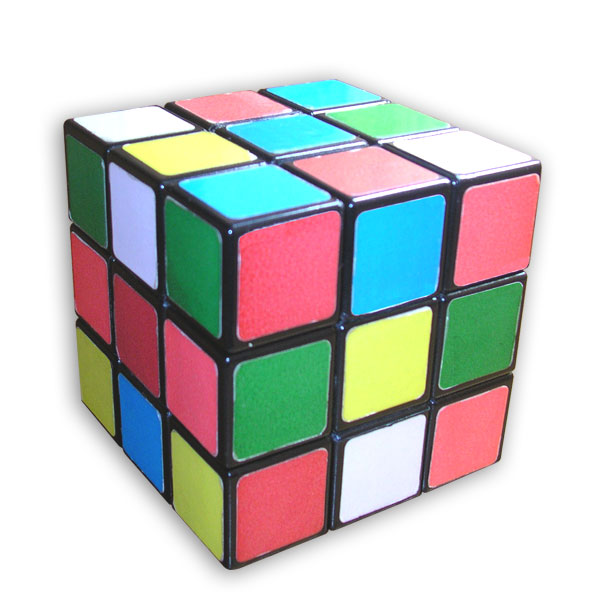
مكعب روبيك: أحد أمثلة المربكة

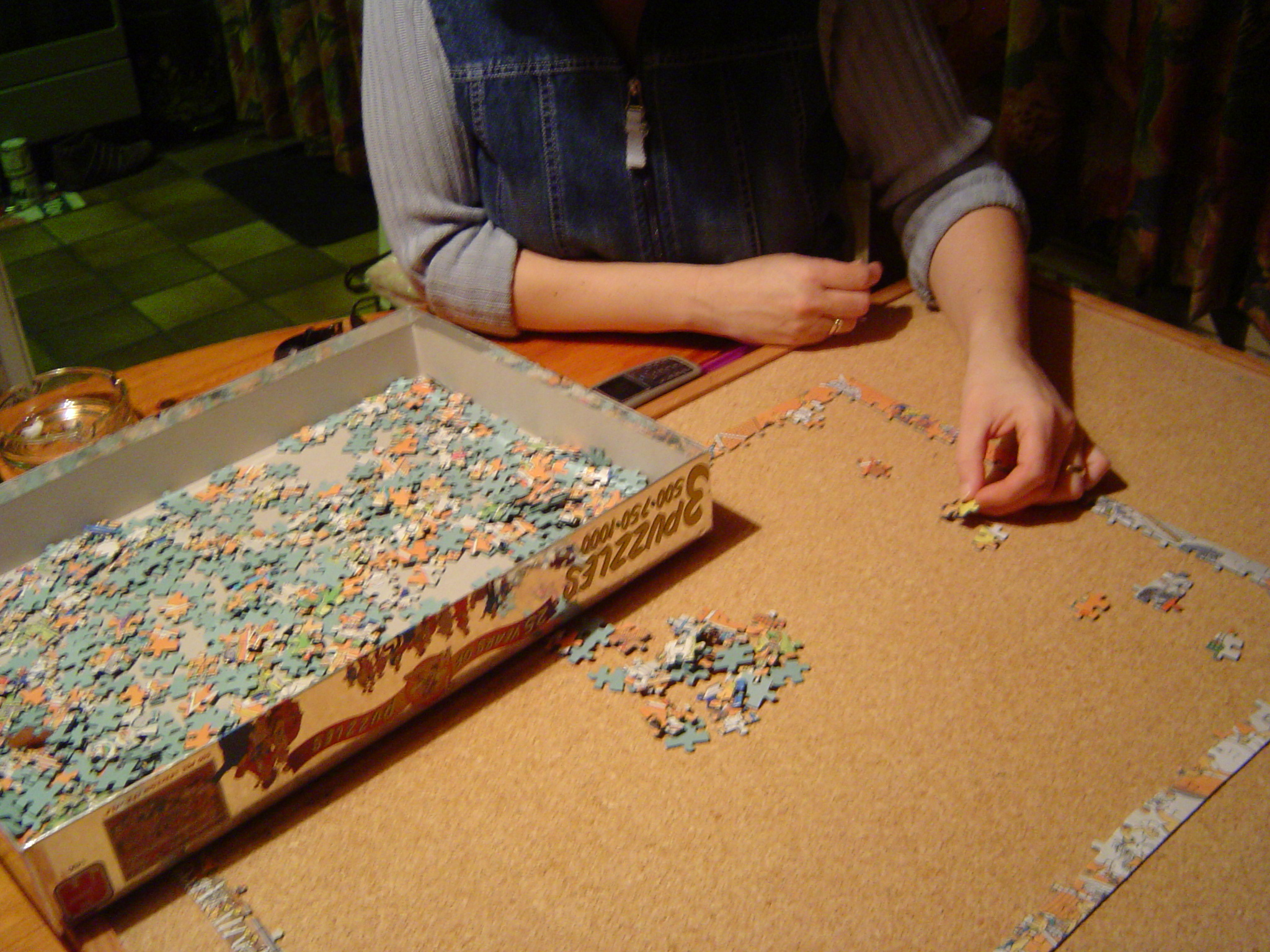
أحد أمثلة المربكة الأخرى

المُرْبِكَة (بالإنجليزية: puzzle)‏ هي أحجية أو لغز تتطلب مجهود ذهني وإبداع فني لحلها. عادة تكون المربكة على شكل صورة أو مجسم مجزء لعدة أجزاء ويتطلب حلها تجميع هذه الأجزاء لتشكيل الصورة أو المجسم الصحيح.